# Otto Sendtner
Otto Sendtner (Monaco di Baviera, 27 giugno 1813 – Erlangen, 21 aprile 1859) è stato un botanico tedesco.
Studiò presso l'Università di Monaco, dove fu discepolo di Karl Friedrich Schimper (1803-1867). Successivamente prestò servizio come segretario provato di un nobile silesiano, e durante il suo tempo libero si dedicò agli studi delle crittogame del Sudetenland.
Nel 1841 fu nominato curatore del Leuchtenbergsche Naturalienkabinett a Eichstätt. Due anni dopo accompagnò Muzio Tommasini (1794-1879) in una escursione botanica attraverso l'Istria e il Tirolo, e nel 1847 condusse ricerche botaniche in Bosnia. Durante questo periodo si dedicò anche a studio fitogeografici nel sude della Baviera. Nel 1854 diventò professore associato, e nel 1857 fu nominato alla seconda cattedra di botanica, come primo curatore dell'erbario all'Università di Monaco.

## Pubblicazioni
- Die Vegetationsverhältnisse Südbayerns nach den Grundsätzen der Pflanzengeographie und mit Bezugnahme auf die Landeskultur, 1854

- Die Vegetationsverhältnisse des Bayerischen Waldes nach den Grundsätzen der Pflanzengeographie , 1860